# Jozef van Cupertino
Jozef van Cupertino (Copertino, 17 juni 1603 – Osimo, 18 september 1663) was een Italiaanse monnik en mysticus.
Ondanks zijn beperkte intelligentie werd hij in 1628 tot priester gewijd. In het Italiaans staat hij bekend als Giuseppe da Copertino, hij werd geboren als Giuseppe Maria Desa, zoon van Franceschina Panaca en Felice Desa.
Jozef van Cupertino is een voorbeeld van een "heilige onnozele". Als kloosterling was hij niet tot praktische werkzaamheden in staat, maar omdat hij veel wonderen zou hebben verricht werd deze verstandelijk gehandicapte tot heilige verklaard.
Als kind had hij al epilepsie en maakte verder bepaald geen snuggere indruk. Hij was van eenvoudige boerenkomaf en wijdde zijn jeugd aan het bereiken van religieuze extase door zelfkastijding, versterving en het dragen van boetekleden.
Hij werd Franciscaan. Hij was eerst lekenbroeder, maar werd weggestuurd omdat hij erg onhandig was en alles uit zijn handen liet vallen. In 1621 trad hij echter in bij de Conventuelen, waar hij later ook tot priester werd gewijd. In het klooster La Grottella zouden zich mystieke verschijnselen hebben geopenbaard, zoals levitatie, daarom werd hij de vliegende heilige genoemd. Hij zou zich voor lange tijd van de grond kunnen opheffen. Het verhaal gaat dat hij regelmatig in extase raakte en dan begon te zweven en voorspellingen deed, ook hoorde hij hemelse muziek. Vele mensen zouden hiervan getuige zijn geweest en er werd druk over gesproken.
De inquisitie bevond hem onschuldig aan tovenarij, maar zond hem eerst naar Assisi en later naar meer afgelegen kloosters om de volkstoeloop en de jaloezie van de medebroeders te ontgaan. Jozef aanvaardde alles met grote blijmoedigheid, zijn religieuze passie zou volgens critici echter betrekkelijk snel zijn verdwenen.

## Heiligverklaring
Jozef werd op 24 februari 1753 zalig verklaard door Benedictus XIV, op 16 juli 1767 volgde de heiligverklaring door Clemens XIII, zijn naamdag is 18 september. Hij is de patroonheilige van astronauten, (sinds 1963), luchtreizigers, vliegeniers, verstandelijk gehandicapten en leerlingen die magere resultaten behalen. Tijdens de Tweede Wereldoorlog kozen Amerikaanse piloten hem tot patroon.
Terwijl andere heiligen hun rustplaats onder een altaar vonden, wordt zijn schrijn door engelenbeelden tot boven de altaarkaarsen verheven.